# Asilella londti
Asilella londti là một loài ruồi trong họ Asilidae. Asilella londti được Lehr miêu tả năm 1989. Loài này phân bố ở vùng Cổ Bắc giới.